# Josephine Pucci
Pour les articles homonymes, voir Pucci (homonymie).
Joséphine Pucci (née le 27 décembre 1990 à Pearl River, dans l’État de New York) est une joueuse américaine de hockey sur glace qui évoluait dans la sélection nationale féminine en tant que défenseuree. Elle a remporté un titre olympique, une médaille d'argent aux Jeux olympiques de Sotchi en 2014 .

## Statistiques

### En club
| Saison      | Équipe            | Ligue       |     | Saison régulière | Saison régulière | Saison régulière | Saison régulière | Saison régulière |   | Séries éliminatoires | Séries éliminatoires | Séries éliminatoires | Séries éliminatoires | Séries éliminatoires |
| Saison      | Équipe            | Ligue       | PJ  | B                | A                | Pts              | Pun              | PJ               | B | A                    | Pts                  | Pun                  |                      |                      |
| 2009-2010   | Crimson d'Harvard | NCAA        | 31  | 4                | 8                | 12               | 18               |                  |   |                      |                      |                      |                      |                      |
| 2010-2011   | Crimson d'Harvard | NCAA        | 30  | 12               | 13               | 25               | 46               |                  |   |                      |                      |                      |                      |                      |
| 2011-2012   | Crimson d'Harvard | NCAA        | 27  | 5                | 16               | 21               | 32               |                  |   |                      |                      |                      |                      |                      |
| 2014-2015   | Crimson d'Harvard | NCAA        | 26  | 3                | 8                | 11               | 4                |                  |   |                      |                      |                      |                      |                      |
| Totaux NCAA | Totaux NCAA       | Totaux NCAA | 114 | 24               | 45               | 69               | 100              | -                | - | -                    | -                    | -                    |                      |                      |

### En équipe nationale
| Année | Équipe     | Compétition          |   | PJ | B | A | Pts | Pun               |  | Résultat |
| 2011  | États-Unis | Championnat du monde | 5 | 1  | 0 | 1 | 12  | Médaille d'or     |  |          |
| 2012  | États-Unis | Championnat du monde | 5 | 3  | 3 | 6 | 4   | Médaille d'argent |  |          |
| 2014  | États-Unis | Jeux olympiques      | 5 | 0  | 1 | 1 | 2   | Médaille d'argent |  |          |